# 2023年マイアミグランプリ
2023年マイアミグランプリ（英:  2023 Miami Grand Prix）は、2023年のF1世界選手権の第5戦として、2023年5月7日にマイアミ・インターナショナル・オートドロームにて開催。
正式名称は「Formula 1 Crypto.com Miami Grand Prix 2023」。

## 背景
タイヤ
ピレリが持ち込んだドライ用タイヤのコンパウンドはハード（白）：C2、ミディアム（黄）：C3、ソフト（赤）：C4のソフト寄りの組み合わせ。提供されるセット数はハード2、ミディアム3、ソフト8。
| ドライ用   | ドライ用       | ドライ用   | ウェット用           | ウェット用   |
| C2         | C3             | C4         | インターミディエイト | フルウェット |
| ---------- | -------------- | ---------- | -------------------- | ------------ |
| （ハード） | （ミディアム） | （ソフト） | （小雨用）           | （大雨用）   |
DRS：3箇所※（　）内は検知ポイント
- DRS1：ターン9より105m先から（ターン8より90m先）
- DRS2：ターン16より525m先から（ターン16より70m先）
- DRS3：ターン19のエイペックスから（ターン17より15m先）

## フリー走行
FP1
2023年5月5日 14:00 EDT(UTC-4)
トップはジョージ・ラッセル、2番手にルイス・ハミルトンとメルセデス勢が1-2とした。3番手はシャルル・ルクレール。セッション開始から30分を前に複数のドライバーがソフトタイヤで走行していたが、33分過ぎにニコ・ヒュルケンベルグがターン3でスピン。リヤからウォールにクラッシュし、赤旗中断となった。
FP2
2023年5月5日 17:30 EDT(UTC-4)
トップはマックス・フェルスタッペン、2番手にカルロス・サインツ、3番手にルクレールが続いた。セッションが残り10分となったあたりで、ルクレールはターン7でクラッシュしたため赤旗中断となった。
FP3
2023年5月6日 12:30 EDT(UTC-4)
トップはフェルスタッペン、2番手にルクレール、3番手にセルジオ・ペレス。セッションを重ねるたびに路面が改善したため、フェルスタッペンは1分27秒535を記録し2番手のルクレールに対し0.406秒の差をつけた。

## 予選
2023年5月6日 16:00 EDT(UTC-4)（文章の出典）
ポールはセルジオ・ペレスでシーズン2度目、通算3度目の獲得。2番手にフェルナンド・アロンソ、3番手にシャルル・ルクレールが続いた。
Q1ではセッションが進むにつれ路面が改善したことから、残り4分で各車が最後のタイム計測に向かう。Q1ではマクラーレン勢とアルファタウリ、アストンマーティン、ウィリアムズの1台ずつが脱落。Q2ではペレスがターン4のウォールにヒットする場面も見られたがダメージはなかった。最終アタックに間に合わなかったルイス・ハミルトンのほか4チームから1台ずつが脱落し、アルファロメオのバルテリ・ボッタスはシーズン初のQ3進出を果たした。Q3では残り4分30秒あたりからマックス・フェルスタッペンとボッタスを除く、各車が2度目のタイム計測に向かったが、ターン6でルクレールがクラッシュしたことにより、残り1分36秒で赤旗が掲示されセッションは終了した。

### 予選結果
| 順位                | No. | ドライバー                 | コンストラクター                        | Q1       | Q2       | Q3       | Grid |
| ------------------- | --- | -------------------------- | --------------------------------------- | -------- | -------- | -------- | ---- |
| 1                   | 11  | セルジオ・ペレス           | レッドブル-ホンダ・RBPT                 | 1:27.713 | 1:27.328 | 1:26.841 | 1    |
| 2                   | 14  | フェルナンド・アロンソ     | アストンマーティン・アラムコ-メルセデス | 1:28.179 | 1:27.097 | 1:27.202 | 2    |
| 3                   | 55  | カルロス・サインツ         | フェラーリ                              | 1:27.686 | 1:27.148 | 1:27.349 | 3    |
| 4                   | 20  | ケビン・マグヌッセン       | ハース-フェラーリ                       | 1:27.809 | 1:27.673 | 1:27.767 | 4    |
| 5                   | 10  | ピエール・ガスリー         | アルピーヌ-ルノー                       | 1:28.061 | 1:27.612 | 1:27.786 | 5    |
| 6                   | 63  | ジョージ・ラッセル         | メルセデス                              | 1:28.086 | 1:27.743 | 1:27.804 | 6    |
| 7                   | 16  | シャルル・ルクレール       | フェラーリ                              | 1:27.713 | 1:26.964 | 1:27.861 | 7    |
| 8                   | 31  | エステバン・オコン         | アルピーヌ-ルノー                       | 1:27.872 | 1:27.444 | 1:27.935 | 8    |
| 9                   | 1   | マックス・フェルスタッペン | レッドブル-ホンダ・RBPT                 | 1:27.363 | 1:26.814 | DNF      | 9    |
| 10                  | 77  | バルテリ・ボッタス         | アルファロメオ-フェラーリ               | 1:27.864 | 1:27.564 | DNS      | 10   |
| 11                  | 23  | アレクサンダー・アルボン   | ウィリアムズ-メルセデス                 | 1:28.234 | 1:27.795 |          | 11   |
| 12                  | 27  | ニコ・ヒュルケンベルグ     | ハース-フェラーリ                       | 1:27.945 | 1:27.903 |          | 12   |
| 13                  | 44  | ルイス・ハミルトン         | メルセデス                              | 1:27.846 | 1:27.975 |          | 13   |
| 14                  | 24  | 周冠宇                     | アルファロメオ-フェラーリ               | 1:28.180 | 1:28.091 |          | 14   |
| 15                  | 21  | ニック・デ・フリース       | アルファタウリ-ホンダ・RBPT             | 1:28.325 | 1:28.395 |          | 15   |
| 16                  | 4   | ランド・ノリス             | マクラーレン-メルセデス                 | 1:28.394 |          |          | 16   |
| 17                  | 22  | 角田裕毅                   | アルファタウリ-ホンダ・RBPT             | 1:28.429 |          |          | 17   |
| 18                  | 18  | ランス・ストロール         | アストンマーティン・アラムコ-メルセデス | 1:28.476 |          |          | 18   |
| 19                  | 81  | オスカー・ピアストリ       | マクラーレン-メルセデス                 | 1:28.484 |          |          | 19   |
| 20                  | 2   | ローガン・サージェント     | ウィリアムズ-メルセデス                 | 1:28.577 |          |          | 20   |
| 107% time: 1:33.478 |     |                            |                                         |          |          |          |      |
| ソース:             |     |                            |                                         |          |          |          |      |

## 決勝
2023年5月6日 15:30 EDT(UTC-4)（文章の出典）
優勝はマックス・フェルスタッペンでシーズン3勝目、通算38勝目。2位にセルジオ・ペレス、3位にフェルナンド・アロンソ。
スタートタイヤはマクラーレン勢のみソフト、その他がミディアムとハードに分かれた。予選後の夜間に雨が降ったものの、決勝開始までにはドライコンディションとなった。スタートでニック・デ・フリースがターン1で止まりきれずにランド・ノリスに追突し、最後尾まで後退した。9番手スタートのフェルスタッペンは2周目に8番手、8周目には5番手、14周目には3番手、15周目に2番手まで浮上したことで、レッドブル勢が1-2を形成。20周目にトップのペレスはピットイン。トップに立ったフェルスタッペンは31周目にファステストを記録、ペレスも35周目に記録するなど互いにプッシュを続けた。フェルスタッペンは45周目に2番手のペレスに対して、18.7秒の差をつけてピットイン。ペレスから1秒あまり後ろでコースへ復帰すると、47周目にはターン19からターン1にかけてペレスと並走し、トップに立った。48周目にはファステストを記録し、57周目にチェッカーを受け優勝を飾った。

### レース結果
| 順位    | No. | ドライバー                 | コンストラクター                        | 周回数 | タイム/リタイア原因 | Grid | Pts. |
| ------- | --- | -------------------------- | --------------------------------------- | ------ | ------------------- | ---- | ---- |
| 1       | 1   | マックス・フェルスタッペン | レッドブル-ホンダ・RBPT                 | 57     | 1:27:38.241         | 9    | 26FL |
| 2       | 11  | セルジオ・ペレス           | レッドブル-ホンダ・RBPT                 | 57     | +5.384              | 1    | 18   |
| 3       | 14  | フェルナンド・アロンソ     | アストンマーティン・アラムコ-メルセデス | 57     | +26.305             | 2    | 15   |
| 4       | 63  | ジョージ・ラッセル         | メルセデス                              | 57     | +33.229             | 6    | 12   |
| 5       | 55  | カルロス・サインツ         | フェラーリ                              | 57     | +42.511             | 5    | 10   |
| 6       | 44  | ルイス・ハミルトン         | メルセデス                              | 57     | +51.249             | 13   | 8    |
| 7       | 16  | シャルル・ルクレール       | フェラーリ                              | 57     | +52.988             | 7    | 6    |
| 8       | 10  | ピエール・ガスリー         | アルピーヌ-ルノー                       | 57     | +55.670             | 5    | 4    |
| 9       | 31  | エステバン・オコン         | アルピーヌ-ルノー                       | 57     | +58.123             | 8    | 2    |
| 10      | 20  | ケビン・マグヌッセン       | ハース-フェラーリ                       | 57     | +62.945             | 4    | 1    |
| 11      | 22  | 角田裕毅                   | アルファタウリ-ホンダ・RBPT             | 57     | +64.309             | 17   |      |
| 12      | 18  | ランス・ストロール         | アストンマーティン・アラムコ-メルセデス | 57     | +64.754             | 18   |      |
| 13      | 77  | バルテリ・ボッタス         | アルファロメオ-フェラーリ               | 57     | +71.637             | 10   |      |
| 14      | 23  | アレクサンダー・アルボン   | ウィリアムズ-メルセデス                 | 57     | +72.861             | 11   |      |
| 15      | 27  | ニコ・ヒュルケンベルグ     | ハース-フェラーリ                       | 57     | +74.950             | 12   |      |
| 16      | 24  | 周冠宇                     | アルファロメオ-フェラーリ               | 57     | +78.440             | 14   |      |
| 17      | 4   | ランド・ノリス             | マクラーレン-メルセデス                 | 57     | +87.717             | 16   |      |
| 18      | 21  | ニック・デ・フリース       | アルファタウリ-ホンダ・RBPT             | 57     | +88.949             | 15   |      |
| 19      | 81  | オスカー・ピアストリ       | マクラーレン-メルセデス                 | 56     | +1 Lap              | 19   |      |
| 20      | 2   | ローガン・サージェント     | ウィリアムズ-メルセデス                 | 56     | +1 Lap              | 20   |      |
| ソース: |     |                            |                                         |        |                     |      |      |

- ^FL - ファステストラップの1点を含む

#### 達成された主な記録
- F1史上13回目の全車完走。

## 第5戦終了時点のランキング

### ワールド・チャンピオンシップ
|         | 順位 | ドライバー                 | ポイント | 1位との差 |
| ------- | ---- | -------------------------- | -------- | --------- |
|         | 1    | マックス・フェルスタッペン | 119      |           |
|         | 2    | セルジオ・ペレス           | 105      | -14       |
|         | 3    | フェルナンド・アロンソ     | 75       | -44       |
|         | 4    | ルイス・ハミルトン         | 56       | -63       |
|         | 5    | カルロス・サインツ         | 44       | -75       |
| ソース: |      |                            |          |           |

|         | 順位 | コンストラクター                        | ポイント | 1位との差 |
| ------- | ---- | --------------------------------------- | -------- | --------- |
|         | 1    | レッドブル-ホンダ・RBPT                 | 224      |           |
|         | 2    | アストンマーティン・アラムコ-メルセデス | 102      | -122      |
|         | 3    | メルセデス                              | 96       | -128      |
|         | 4    | フェラーリ                              | 78       | -146      |
|         | 5    | マクラーレン-メルセデス                 | 14       | -210      |
| ソース: |      |                                         |          |           |

- 注：いずれもトップ5まで掲載。

### DHLファステストラップアワード
|         | 順位 | ドライバー                 | 獲得数 |
| ------- | ---- | -------------------------- | ------ |
|         | 1    | マックス・フェルスタッペン | 2      |
|         | 2    | セルジオ・ペレス           | 1      |
|         | 3    | ジョージ・ラッセル         | 1      |
|         | 4    | 周冠宇                     | 1      |
| ソース: |      |                            |        |

- 注：いずれもトップ5まで掲載。
- 注：ファストテストラップアワードは同数の場合、カウントバック方式がとられている。